# Stefan Grigorow
Stefan Grigorow (bg. Стефан Григоров; ur. 21 lipca 1994) – bułgarski zapaśnik walczący w stylu klasycznym. Zajął piąte miejsce na mistrzostwach Europy w 2023. Dziewiąty w Pucharze Świata w 2013 roku.